# Pierre Klossowski
Pour les articles homonymes, voir Klossowski.
Pierre Klossowski, né le 9 août 1905 à Paris et mort le 12 août 2001 dans la même ville, est un romancier, essayiste, philosophe, traducteur, scénariste et peintre français.

## Biographie
Issu d'une famille de lointaine origine polonaise, Pierre Klossowski est le frère aîné du peintre Balthus. Leur père, Erich Klossowski, est peintre et historien de l'art ; leur mère (Elisabeth Dorothea Spiro, connue sous le nom de Baladine Klossowska) fut une élève de Pierre Bonnard.
L'enfance et l'adolescence des deux frères se passent dans un milieu d'artistes et d'écrivains. Dans leur entourage immédiat, les rapports d'intimité avec Rainer Maria Rilke, qui devient l'amant de sa mère (alors qu'il a quinze ans et son jeune frère, onze), puis la fréquentation d'André Gide sont déterminants pour les orientations respectives des deux garçons — surtout pour Pierre, que Gide guidera le temps de ses études secondaires au lycée Janson-de-Sailly.
Le contact quotidien avec l'auteur de L'Immoraliste fait surgir en Pierre Klossowski un ensemble de dilemmes moraux qui vont l'absorber durant de longues années avant de pouvoir être résolus dans la création d'une œuvre.
En 1928, Klossowski collabore avec Pierre Jean Jouve à la traduction des Poèmes de la folie de Friedrich Hölderlin.
À partir de 1935, après avoir fréquenté les milieux de la Société psychanalytique de Paris, dont la revue a publié son premier texte sur Sade, il rencontre Georges Bataille avec lequel il se lie d'une amitié profonde qui durera jusqu'à la mort de celui-ci. C'est à l'instigation de Bataille que Klossowski prend contact avec André Breton et Maurice Heine, au sein du groupe Contre-Attaque (1935) ; il participe ensuite activement à la revue Acéphale (1936-1939), ainsi qu'à la société secrète du même nom, puis au Collège de Sociologie (1937-1939), et se lie avec le peintre André Masson.
Durant l'Occupation allemande, Klossowski entreprend des études de scolastique et de théologie à la faculté dominicaine de Saint-Maximin, puis à Lyon au théologat jésuite de Fourvière et, enfin, à Paris, à l'Institut catholique. Il se trouve en contact avec des réseaux de la Résistance. À la Libération, il collabore à la revue œcuménique Dieu vivant. Mais, revenu à la vie laïque en renonçant à son noviciat en 1942, il épouse en 1947 Denise Morin, veuve d'un résistant exécuté par les nazis et elle-même résistante rescapée du camp de Ravensbrück. Elle deviendra en quelque sorte sa « muse », lui inspirant le personnage de Roberte, son « signe unique » comme il le dit et le théorise lui-même, la « femme unique » au centre de son cycle romanesque intitulé Les Lois de l'hospitalité. La même année, il publie un essai retentissant, Sade mon prochain.
En 1950, son premier roman, La Vocation suspendue, est une des transpositions des vicissitudes de sa crise religieuse. Mais le plus important de son œuvre romanesque est contenu, d'une part, dans la trilogie des Lois de l'hospitalité, réunissant La révocation de l'édit de Nantes (1959), Roberte, ce soir (1953) et Le Souffleur 1960) et, d'autre part, dans Le Baphomet, (1965 - prix des Critiques). Il se met à dessiner au début des années 1950.
Quittant peu à peu l'univers fictionnel, Pierre Klossowski écrit alors plusieurs essais philosophiques, dont Le Bain de Diane (1956 - mis en scène par Simone Benmussa au Théâtre du Rond-Point en 1986, avec la voix enregistrée de l'auteur), ou encore Un si funeste désir (1963). En 1963, par l'intermédiaire de Roland Barthes il rencontre Michel Foucault avec lequel il se lie d'amitié et à qui il dédie son roman Le Baphomet (1965). En 1970 Foucault, qui considère Klossowski comme l'un des écrivains vivants les plus importants, avec Bataille et Blanchot, écrit une lettre préface à son essai intitulé La Monnaie vivante (illustré de 65 photographies de Pierre Zucca et 11 dessins de Klossowski), texte sur les avatars du désir, de la valeur et du simulacre qu'il considère comme « le plus haut livre de notre époque ». Écrit après Nietzsche et le cercle vicieux, Klossowski y reprend ses commentaires sur « la sémiotique pulsionnelle » de Nietzsche, et à la lumière de Sade, développe une sorte de « contre-utopie » sur l'échange des corps inéchangeables, les corps vivants pris dans une logique de l'échange.
À la même époque, Klossowski travaille sur Nietzsche, notamment à ses traductions du Gai Savoir, qui doit inaugurer l'édition des Œuvres complètes dirigée par Gilles Deleuze et Michel Foucault, et publie un essai intitulé Nietzsche et le Cercle vicieux (Mercure de France, 1969), également salué par Foucault en ces termes : « C’est le plus grand livre de philosophie que j’ai lu, avec Nietzsche lui-même ».
En outre, au cinéma, Klossowski apparaît comme interprète dans le film de Robert Bresson, Au hasard Balthazar (1966), où il joue le rôle de l'avare concupiscent, ainsi que dans celui de Pierre Zucca, Roberte (1978, avec sa femme Denise dans le rôle éponyme) qui s'inspire de sa trilogie des Lois de l'hospitalité. Il collabore également à la conception de deux films de Raoul Ruiz, L'Hypothèse du tableau volé (1979) et La Vocation suspendue.
À partir des années 1980, il se consacre presque exclusivement au dessin. Le nu et le demi-nu féminins, mis en scène dans des fictions érotiques et sado-philosophiques, sont des motifs constants dans ses œuvres. Klossowski dessine des fantasmes qui ne se réalisent que sur le papier, centrés autour de la figure romanesque de Roberte, inspirée par son épouse Denise, qu'on reconnaît également derrière les portraits de garçons ou silhouettes androgynes. Les allusions littéraires sont également très nombreuses : à ses propres écrits, aux mythes antiques, à Sade, Dumas, Mirbeau, Apollinaire ou Bataille. Des expositions en France et à l'étranger montrent que sa réputation, dans ce domaine, n'a fait que grandir.
Il meurt à l'âge de 96 ans, six mois après son frère, le peintre Balthus et sa femme Denise meurt centenaire en 2019.

### Distinction
- 1981 : Grand prix national des Lettres

## Publications

### Ouvrages
- Sade mon prochain, Paris, Éditions du Seuil, 1947
- La Vocation suspendue, Paris, Gallimard, 1950
- Roberte, ce soir, Paris, Éditions de Minuit, 1953
- Le Bain de Diane, Paris, Jean-Jacques Pauvert, 1956
- La révocation de l'édit de Nantes, Paris, Éditions de Minuit, 1959
- Le Souffleur ou Un théâtre de société, Paris, Jean-Jacques Pauvert, 1960
- Un si funeste désir, recueil d'articles, Paris, Gallimard, 1963
- Les Lois de l'hospitalité (La Révocation de l'Édit de Nantes, Roberte, ce soir, Le Souffleur), édition définitive augmentée d'un avertissement et d'une postface, Paris, Gallimard, coll. « Le Chemin », 1965
- Le Baphomet, Paris, Le Mercure de France, 1965
- Sade mon prochain, nouvelle édition précédée d'un avertissement et de Le Philosophe scélérat, Paris, Éditions du Seuil, 1967
- Origines cultuelles et mythiques d'un certain comportement des Dames Romaines, Montpellier, Fata Morgana, 1968 - nouvelle édition, 2010
- Nietzsche et le cercle vicieux, Paris, Mercure de France, 1969
- La Monnaie vivante, précédé d'une lettre de Michel Foucault à l'auteur sur La Monnaie vivante, illustré de 65 photographies de Pierre Zucca et de 11 dessins par Pierre Klossowski, Paris, Éric Losfeld, 1970 ; rééd. Paris, Joëlle Losfeld, 1994 ; rééd. en poche, Paris, Rivages, coll. « Rivages poche. Petite bibliothèque », 1997
- Les derniers travaux de Gulliver suivi de Sade et Fourier, Montpellier, Fata morgana, 1974
- La Ressemblance, recueil d'articles suivi d'un entretien avec Alain Arnaud, Marseille, André Dimanche, 1984
- Le Mage du Nord, essai sur Hamann et traduction des Lettres de J. G. Hamann et Golgotha et Scheblimini, Montpellier, Fata Morgana, 1988
- L'Adolescent immortel, Paris, Gallimard, coll. « Le Cabinet des lettrés », 2001
- Écrits d'un monomane. Essais 1933-1939, Paris, Gallimard, coll. « Le Promeneur », 2001
- Tableaux vivants. Essais critiques, 1936-1983, Paris, Gallimard, coll. « Le Promeneur », 2001

Posthumes
- Du signe unique : Feuillets inédits, préface de Guillaume Perrier, Paris, Les petits matins, coll. « Les grands soirs », 2018
- Sur Proust, édité et préfacé par Luc Lagarde, Paris, Serge Safran Éditeur, 2019 (inédit)
- Les Doublures. Manuscrits du Souffleur et autres documents, édition de Guillaume Perrier, Paris, Éditions Ismael, 2021

### Quelques articles
- « Qui est mon prochain ? », dans Esprit, décembre 1938, dossier sur le « préfascisme français », p. 402-423 (lire en ligne), article présenté par Michaël Foessel dans le podcast de la revue en septembre 2022[9] ;
- « Fragments d'une lettre à Michel Butor », dans Les Cahiers du Chemin, no 1, octobre 1967, p. 90 ;
- « L'Indiscernable », dans La NRF, no 306, juillet 1978, p. 20–29 ;
- « Le plus grave malentendu », dans Les Cahiers du Chemin, no 5, janvier 1969, p. 104 ;
- « Premier entretien sur l'idée du porte-malheur », dans Les Cahiers du Chemin, no 16, octobre 1972, p. 10 ;
- « La décadence du Nu », dans Les Cahiers du Chemin, no 27, avril 1976, p. 108 ;
- « Aux limites de l'indiscrétion », entretien avec J.-M. Monnoyer, dans La NRF, no 325, février 1980, p. 70–86 ;
- « Jean-Noël Vuarnet », dans La NRF, no 338, mars 1981, p. 82–93.

### Traductions
- Poèmes de la folie de Hölderlin, traduction de Pierre Jean Jouve avec la collaboration de Pierre Klossowski, avant-propos de Bernard Groethuysen, Paris, Fourcade, 1930 ; rééd. Gallimard, 1963
- Friedrich Sieburg, Défense du nationalisme allemand, Paris, Grasset, 1933
- Friedrich Sieburg, Robespierre, Paris, Ernest Flammarion, 1936
- Max Scheler, Le sens de la souffrance suivi de deux autres essais : Repentir et renaissance, Amour et connaissance, Paris, Aubier, 1936
- Franz Kafka, Journal intime, suivi de Esquisse d'une autobiographie, de Considérations sur le péché et de Méditations, Paris, Grasset, 1945
- Johann Georg Hamann, Méditations bibliques, Paris, Éditions de Minuit, 1948. Réédition critique, Éditions Ionas, 2016.
- Friedrich Nietzsche, Le Gai Savoir, Paris, Club français du livre, 1954 ; repris dans l'édition des Œuvres complètes, sous la direction de Gilles Deleuze et Michel Foucault, Paris, Gallimard, 1967
- Suétone, Vie des douze César, Paris, Club français du livre, 1959
- Paul Klee, Journal, Paris, Grasset, 1959
- Ludwig Wittgenstein, Tractatus logico-philosophicus, suivi des Investigations philosophiques, Paris, Gallimard, coll. Bibliothèque des idées, 1961
- Li-Yu, La Chair comme tapis de prière, Paris, Jean-Jacques Pauvert, 1962
- Virgile, L'Énéide, Paris, Gallimard, 1964
- Martin Heidegger, Nietzsche, traduit de l'allemand par Pierre Klossowski, Paris, Gallimard, 1971

### Documentaires
- Pierre Klossowski, portrait de l'artiste en souffleur, Alain Fleischer, 1982
- Pierre Klossowski, un écrivain en images, Alain Fleischer, 1996, 47 minutes, production Les films d'ici ; « Tënk », sur tenk.fr (consulté le 2 janvier 2018)